# Schlitz (fiume)

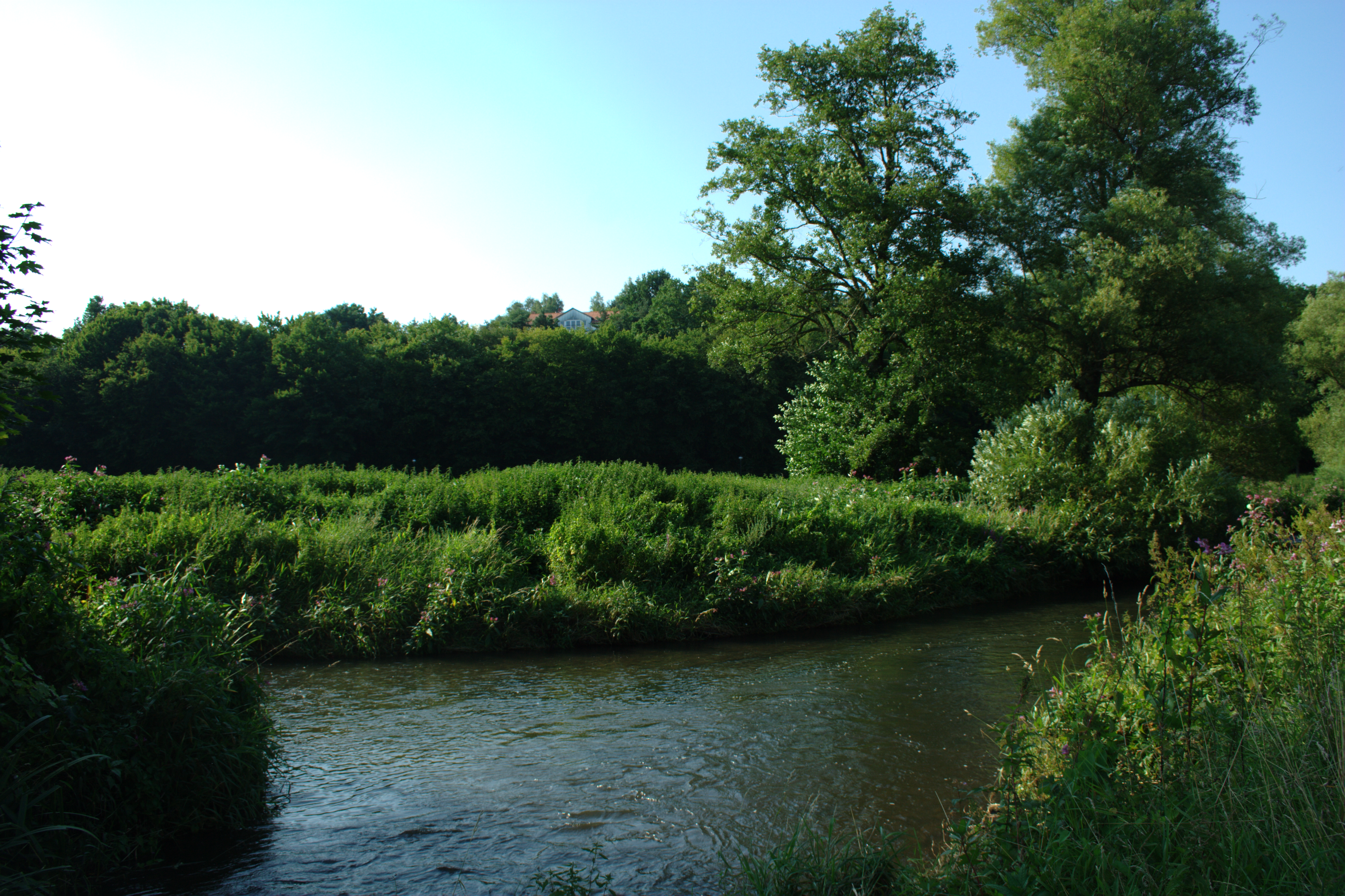
La confluenza della Lauter con l'Altefeld a Bad Salzschlirf.

La Schlitz è un fiume tedesco che scorre nel Land dell'Assia; è un affluente della Fulda.
Il suo corso è lungo 13,3 km. Dalla confluenza dei due fiumi la nascente Schlitz si dirige verso nord nel Vogelsbergkreis passando poi direttamente a Schlitz, nei quartieri di Ützhausenn, Nieder-Stoll e Bernshausen, per poi sfociare nella Fulda, ad un'altezza di 218 m s.l.m.

## Affluenti
In ordine di successione da nord a sud e in senso orario:
| Nome                  | Tributario diretto di: | Da destra/sinistra orografica | Lunghezza [km] | Superficie Bacino [km²] |
| --------------------- | ---------------------- | ----------------------------- | -------------- | ----------------------- |
| Sengelbach            | Schlitz                | sinistra                      | 5,9            | 11,452                  |
| Maar                  | Brenderwasser          | sinistra                      | 4,9            | 12,219                  |
| Bornwasser            | Brenderwasser          | sinistra                      | 0.7            | 8.078                   |
| Brenderwasser         | Lauter                 | sinistra                      | 20,4           | 53,046                  |
| Lauter                | Schlitz                | sinistra                      | 27,9           | 136,58                  |
| Eisenbach             | Lauter                 | destra                        | 18,2           | 21,863                  |
| Rudloser Bach         | Lauter                 | destra                        | 6,7            | 8,004                   |
| Mühlenbach            | Altefeld               | sinistra                      | 7,5            | 14,814                  |
| Schalksbach           | Alte Hasel             | sinistra                      | 6,0            | 6,238                   |
| Eichhölches-Wasser    | Alte Hasel             | sinistra                      | 6,8            | 7,627                   |
| Ellersbach            | Alte Hasel             | sinistra                      | 5,0            | 5,116                   |
| Alte Hasel            | Altefeld               | sinistra                      | 18,5           | 47,135                  |
| Prinzenbach           | Altefeld               | sinistra                      | 5,8            | 9,264                   |
| Haselbach             | Altefeld               | sinistra                      | 5,0            | 6,166                   |
| Altefeld bzw. Schlitz | Fulda                  | sinistra                      | 43,3           | 314,572                 |